# Coelorinchus campbellicus
Coelorinchus campbellicus es una especie de pez de la familia Macrouridae en el orden de los Gadiformes.

## Hábitat
Es un pez de aguas profundas que vive hasta 1026 m de profundidad.

## Distribución geográfica
Se encuentra cerca de Nueva Zelanda (50 ° 31'S, 174 ° 19'E).